# Boké (plaats)
Boké is een stad in Guinee en is de hoofdplaats van de gelijknamige regio Boké. De stad ligt aan de Rio Nuñez. Boké telde in 1996 bij de volkstelling 40.575 inwoners. Het huidige inwoneraantal wordt op ruim 100.000 geschat.

## Incident aan de Rio Nuñez
Van 24 tot 26 maart 1849 voltrok zich in Boké het Incident aan de Rio Nuñez, ook wel de Slag bij Boké genoemd. Het was een militair conflict tussen enerzijds Belgen en Fransen en anderzijds de inlandse Landuma.

## Geboren in Boké
- Alpha Condé (1938), president van Guinee (2010-2021)